# Pedivigliano
Pedivigliano é uma comuna italiana da região da Calábria, província de Cosenza, com cerca de 983 habitantes. Estende-se por uma área de 16 km², tendo uma densidade populacional de 61 hab/km². Faz fronteira com Altilia, Colosimi, Decollatura (CZ), Motta Santa Lucia (CZ), Scigliano, Soveria Mannelli (CZ).

## Demografia
| Variação demográfica do município entre 1861 e 2011                               |
|                                                                                   |
| Fonte: Istituto Nazionale di Statistica (ISTAT) - Elaboração gráfica da Wikipedia |